# Telemark-Weltcup
Der Telemark-Weltcup ist die höchste internationale Wettbewerbsserie im Telemarken. Er wird seit 1995 ausgetragen und durch den Internationalen Skiverband (FIS) organisiert.

## Geschichte
Der erste offizielle Weltcup wurde 1995 nach der Übernahme des Telemarkens durch Fédération Internationale de Ski von der International Telemark Federation organisiert. Bis 1997 wurden Riesenslalom und Classic als Disziplinen ausgetragen. 1998 wurde der Classic Sprint als weitere Disziplin eingeführt. 2012 löste der Parallelsprint den Riesenslalom ab.

## Disziplinen

### Riesenslalom
Der Riesenslalom ist gleich wie in der alpine, aber mit einem Sprung über etwa 25 Meter, die Weite und die Landung wird dabei bewertet.

### Classic
Der Classic wird in zwei Teildisziplinen, Super-G, Skating-Technik und Super Telemark, das ganze wird mit einem Sprung kombiniert, mit einer oder zwei 360°-Steilwandkurve und mindestens ein weiteres Element innerhalb einer Zeitspanne von drei bis fünf
Minuten.

### Sprint
Der Sprint wird wie Classic, aber mit einer kürzeren Laufzeit (ca. eineinhalb Minuten), dafür aber in zwei Läufen ausgetragen.

### Parallelsprint
Der Parallelsprint wird parallel mit einem Sprung und 11 bis 17 Toren ausgetragen.

## Weltcup-Punktesystem
Die besten 30 Männer und Frauen bekommen folgende Punkte zugeordnet.
| Platz  | 1   | 2  | 3  | 4  | 5  | 6  | 7  | 8  | 9  | 10 | 11 | 12 | 13 | 14 | 15 | 16 | 17 | 18 | 19 | 20 | 21 | 22 | 23 | 24 | 25 | 26 | 27 | 28 | 29 | 30 |
| Punkte | 100 | 80 | 60 | 50 | 45 | 40 | 36 | 32 | 29 | 26 | 24 | 22 | 20 | 18 | 16 | 15 | 14 | 13 | 12 | 11 | 10 | 9  | 8  | 7  | 6  | 5  | 4  | 3  | 2  | 1  |

## Gesamtsieger

### Männer
| Jahr    | Gesamt             | Riesenslalom     | Classic                      | Classic Sprint  | Parallelsprint      |
| ------- | ------------------ | ---------------- | ---------------------------- | --------------- | ------------------- |
| 1995    |                    |                  |                              | –               | –                   |
| 1996    |                    |                  |                              | –               | –                   |
| 1997    | Atle Enberget      | Atle Enberget    | Atle Enberget                | –               | –                   |
| 1998    | Marcel Waser       | Marcel Waser     | Marcel Waser                 | Marcel Waser    | –                   |
| 1999    | Patrick Leopold    | Patrick Leopold  | Bjarne Rickardsson           | Patrick Leopold | –                   |
| 2000    | Sabin Reid         |                  |                              |                 | –                   |
| 2001    | Sabin Reid         | Per Bylund       | Sabin Reid                   | Per Bylund      | –                   |
| 2002    | Eirik Rykhus       | Måns Åberg       | Eirik Rykhus                 | Eirik Rykhus    | –                   |
| 2003    | Kjetil Søvik       | Eirik Rykhus     | Kjetil Søvik                 | Kjetil Søvik    | –                   |
| 2004    | Eirik Rykhus       | Eirik Rykhus     | Eirik Rykhus                 | Børge Søvik     | –                   |
| 2005    | Eirik Rykhus       | Kjetil Søvik     | Eirik Rykhus                 | Kjetil Søvik    | –                   |
| 2006    | Børge Søvik        | Eirik Rykhus     | Børge Søvik                  | Børge Søvik     | –                   |
| 2007    | Eirik Rykhus       | Børge Søvik      | Børge Søvik                  | Eirik Rykhus    | –                   |
| 2008    | Børge Søvik        | Børge Søvik      | Børge Søvik                  | Børge Søvik     | –                   |
| 2009    | Eirik Rykhus       | Mathias Wagenius | Mathias Wagenius             | Eirik Rykhus    | –                   |
| 2010    | Mathias Wagenius   | Mathias Wagenius | Mathias Wagenius             | Philippe Lau    | –                   |
| 2011    | Philippe Lau       | Sven Lau         | Bastien Dayer                | Philippe Lau    | –                   |
| 2012    | Philippe Lau       | –                | Tobias Müller                | Philippe Lau    | Philippe Lau        |
| 2013    | Mathias Wagenius   | –                | Mathias Wagenius             | Philippe Lau    | Antoine Bouvier     |
| 2013/14 | Tobias Müller      | –                | Tobias Müller                | Tobias Müller   | Tobias Müller       |
| 2014/15 | Tobias Müller      | –                | Bastien Dayer                | Tobias Müller   | Philippe Lau        |
| 2015/16 | Philippe Lau       | –                | Tobias Müller                | Philippe Lau    | Philippe Lau        |
| 2016/17 | Tobias Müller      | –                | Tobias Müller                | Tobias Müller   | Tobias Müller       |
| 2017/18 | Nicolas Michel     | –                | Stefan Matter Nicolas Michel | Nicolas Michel  | Trym Nygaard Løken  |
| 2019    | Trym Nygaard Løken | –                | Stefan Matter                | Bastien Dayer   | Philippe Lau        |
| 2020    | Stefan Matter      | –                | Stefan Matter                | Bastien Dayer   | Jure Aleš           |
| 2021    | Bastien Dayer      | –                | Bastien Dayer                | Nicolas Michel  | Bastien Dayer       |
| 2022    | Bastien Dayer      | –                | Bastien Dayer                | Bastien Dayer   | Bastien Dayer       |
| 2023    | Bastien Dayer      | –                | Bastien Dayer                | Bastien Dayer   | Trym Nygaard Loeken |
| 2023/24 | Elie Nabot         | –                | Noé Claye                    | Elie Nabot      | Noé Claye           |
| 2024/25 |                    | –                |                              |                 |                     |

### Frauen
| Jahr    | Gesamt                | Riesenslalom     | Classic               | Classic Sprint        | Parallelsprint        |
| ------- | --------------------- | ---------------- | --------------------- | --------------------- | --------------------- |
| 1995    |                       |                  |                       | –                     | –                     |
| 1996    |                       |                  |                       | –                     | –                     |
| 1997    | Barbara Albrecht      | Barbara Albrecht | Trude Edvardsen       | –                     | –                     |
| 1998    | Hege Johansson        | Hege Johansson   | Hege Johansson        | Marina Branger        | –                     |
| 1999    | Hege Johansson        | Hege Johansson   | Hege Johansson        | Hege Johansson        | –                     |
| 2000    | Pia Raita             |                  |                       |                       | –                     |
| 2001    | Pia Raita             | Pia Raita        | Line Aas Sandnes      | Pia Raita             | –                     |
| 2002    | Märta Åberg           | Märta Åberg      | Line Aas Sandnes      | Märta Åberg           | –                     |
| 2003    | Amy N'Guyen           | Pia Raita        | Pia Raita             | Amy N'Guyen           | –                     |
| 2004    | Line Aas Sandnes      | Line Aas Sandnes | Line Aas Sandnes      | Line Aas Sandnes      | –                     |
| 2005    | Sigrid Rykhus         | Sigrid Rykhus    | Sandra Hälldahl       | Sigrid Rykhus         | –                     |
| 2006    | Katinka Knudsen       | Katinka Knudsen  | Katinka Knudsen       | Astrid Sturm          | –                     |
| 2007    | Sigrid Rykhus         | Sigrid Rykhus    | Sigrid Rykhus         | Katinka Knudsen       | –                     |
| 2008    | Sigrid Rykhus         | Amélie Reymond   | Sigrid Rykhus         | Sigrid Rykhus         | –                     |
| 2009    | Amélie Reymond        | Amélie Reymond   | Amélie Reymond        | Amélie Reymond        | –                     |
| 2010    | Amélie Reymond        | Amélie Reymond   | Amélie Reymond        | Amélie Reymond        | –                     |
| 2011    | Amélie Reymond        | Amélie Reymond   | Amélie Reymond        | Amélie Reymond        | –                     |
| 2012    | Amélie Reymond        | –                | Amélie Reymond        | Amélie Reymond        | Sigrid Rykhus         |
| 2013    | Sigrid Rykhus         | –                | Amélie Reymond        | Sigrid Rykhus         | Sigrid Rykhus         |
| 2013/14 | Amélie Reymond        | –                | Amélie Reymond        | Amélie Reymond        | Amélie Reymond        |
| 2014/15 | Amélie Reymond        | –                | Amélie Reymond        | Amélie Reymond        | Amélie Reymond        |
| 2015/16 | Amélie Reymond        | –                | Amélie Reymond        | Amélie Reymond        | Amélie Reymond        |
| 2016/17 | Amélie Reymond        | –                | Amélie Reymond        | Amélie Reymond        | Amélie Reymond        |
| 2017/18 | Johanna Holzmann      | –                | Argeline Tan-Bouquet  | Johanna Holzmann      | Johanna Holzmann      |
| 2019    | Amélie Wenger-Reymond | –                | Amélie Wenger-Reymond | Amélie Wenger-Reymond | Amélie Wenger-Reymond |
| 2020    | Amélie Wenger-Reymond | –                | Amélie Wenger-Reymond | Amélie Wenger-Reymond | Amélie Wenger-Reymond |

### Team
| Jahr | Parallelsprint |
| ---- | -------------- |
| 2013 | Norwegen       |